# Vitali Melentiev
Vitali Melentiev (în rus. Виталий Мелентьев) (1916 — 1984) a fost un scriitor rus pentru copii. Devine cunoscut în URSS ca autor al trilogiei fantastice "33 martie", "Oamenii albaștri de pe pămîntul trandafiriu" (tradus și în limba română la Chișinău) și "Lumina neagră".